# CD90
Thy-1 или CD90 — ГФИ-заякоренный белок суперсемейства иммуноглобулинов, продукт гена THY1. N-гликозилированный белок молекулярной массой 25-27 кДа с единственным иммуноглобулиновым доменом типа V, который был первоначально открыт как антиген тимоцитов. Thy-1 служит маркёром стволовых клеток и аксональных процессов в зрелых нейронах. Структурные исследования этого белка привели к открытию суперсемейства иммуноглобулинов, в котором он оказался самым маленьким белком. Кроме этого, исследования Thy-1 привели к первому биохимическому описанию и характеристики ГФИ-якоря у позвоночных и к первой демонстрации тканеспецифического гликозилирования.

## Открытие и номенклатура
Антиген Thy-1 стал первым маркёром T-лимфоцитов. Он был открыт в 1964 году Рейфом и Алленом в ходе поиска гетерологической антисыворотки против лейкемических клеток мыши. Позже он также был обнаружен на мышиных тимоцитах, T-лимфоцитах и нейрональных клетках. Первоначально белок был назван тета(θ)-антиген, затем Thy-1 (англ. THYmocyte differentiation antigen 1) в связи с первоначальной локализацией на тимоцитах (предшественниках T-лимфоцитов в тимусе). Человеческий аналог был выделен в 1980 году как 25-кДа белок (p25) из клеточной линии T-лимфобластоидного происхождения MOLT-3, который связывался с анти-тимоцитной антисывороткой из обезьяны. Открытие Thy-1 у мыши и человека привело к последующему открытию многочисленных маркёров T-клеток, что стало существенным прогрессом в иммунологии, поскольку эти клетки играют критическую роль в приобретённом иммунитете.

## Ген и аллели
Ген Thy-1 является исключительно консервативным в ходе эволюции позвоночных и даже некоторых беспозвоночных. Гомологи гена обнаружены у таких животных, как кальмар, лягушка, курица, мышь, крыса, собака и человек.
Ген Thy-1 локализован в хромосоме человека 11q22.3 и в хромосоме мыши 9qA5.1. Ген длиной 6,82 kb. Локус расположен рядом с генами CD3 и CD56/NCAM1.

## Белок
Белок мыши Thy-1 имеет молекулярную массу 25 кДа (не считая гликозилирования), состоит из 111 или 112 аминокислот и содержит 3 участка N-гликозилирования (у человека 2 участка). Белок-предшественник содержит 162 аминокислоты (161 — у человека), из которых 19 аминокислот (132—162) приходится на сигнальный пептид и 31 (последовательность 20-131) — на трансмембранный домен пробелка, который отщепляется в ходе созревания, когда к положению 131 белка присоединяется ГФИ-якорь.
Наиболее широко используемые при детекции белка моноклональные антитела — клоны OX7, 5E10, K117 и L127. Существуют данные, что антитела к Thy-1 могут реагировать с некоторыми элементами цитоскелета: анти-Thy-1.2 антитела — с актином сумчатых, грызунов и человека, а анти-Thy-1.1 антитела — с виментином, что объяснялось гомологией в аминокислотной последовательности.
Thy-1, как многие другие ГФИ-заякоренные белки могут сниматься с мембраны специфическими типами фосфолипазы C.

## Гликозилирование
Thy-1 — один из наиболее сильногликозилированных белков, у которого на углеводную составляющую приходится около 30 % молекулярной массы. У большинства видов животных Thy-1 имеет три участка N-гликозилирования (аспарагин-23, −74 и −98). Состав сахаров существенно варьирует между различными тканями и даже среди тех же клеток, находящихся на разных стадиях дифференцировки: например, галактозаминовые остатки присутствуют только на Thy-1 мозга, а сиаловая кислота на Thy-1 тимуса присутствует в гораздо больших количествах, чем на том же белке в мозге. Thy-1 стал первым белком, у которого было показано различное гликозилирование в клетках разных тканей.

## Экспрессия
Экспрессия Thy1 различается у разных видов. В основном белок экспрессирован на тимоцитах (предшественниках T-лимфоцитов) и CD34(+)-протимоцитах, на нейронах, мезенхимальных стволовых клетках, гематопоэтических стволовых клетках, естественных киллерах, на мышиных T-лимфоцитах, эндотелиальных клетках (главным образом на высоких эндотелиальных клетках пост-капиллярных венул и участков с активным диапедезом), почечных экстрагломерулярных клетках мезангия; на циркулирующих метастатических клетках меланомы, фолликулярных дендритных клетках, на части фибробластов и миофибробластов.

### Межвидовые отличия экспрессии
- У мыши Thy-1 обнаружен на тимоцитах, периферических T-клетках, миобластах, эпидермальных клетках и кератиноцитах. У мыши это маркёр всех T-клеток, подобно CD2, CD5 и CD28.
- У человека Thy-1 находится на эндотелиальных клетках, гладкомышечных клетках, подтипе CD34(+)-клеток костного мозга, фибробластах пупочного канала и сердца, а также на гемопоэтических клетках печёночного происхождения.
- Thy-1 присутствует на некоторых клетках мозга и некоторых фибробластах у большинства видов позвоночных животных.
- Нервная ткань. В нервной ткани Thy-1 экспрессирован в основном на нейронах, но некоторые глиальные клетки также могут продуцировать Thy-1, в особенности на поздних этапах дифференцирования. Клеточные линии человека нейроглиального происхождения, многие линии нейронального происхождения и большинство опухолевых клеток имеют высокий уровень экспрессии Thy-1[5]. В мозге особенно высокий уровень Thy-1 отмечен в полосатом теле и гиппокампе, за которыми следуют новая кора, мозжечок, спинной мозг, сетчатка и зрительный нерв. Промотор гена Thy-1 считается специфическим для мозга и этот нейроно-специфический промотор Thy-1 экспериментально используется для экспрессии нужного белка в мозге, например мутации белка APP как модели болезни Альцгеймера у мышей[6]. Экспрессия Thy-1 в мозге регулируется в ходе развития. Его уровень в мозге новорожденных очень низкий и экспоненциально повышается в процессе созревания мозга.
- Лимфоидная ткань. Экспрессия Thy-1 в лимфоидной ткани значительно различается между разными видами. У человека она ограничена небольшой популяцией кортикальных тимоцитов[7] и отсутствует на зрелых T-клетках человека[8]. У мыши Thy-1 — самый распространённый гликопротеин тимоцитов, на которых представлено около 1 млн копий белка, который покрывает 10-20 % клеточной поверхности[9]. Кроме этого, у мыши кортикальные тимоциты экспрессируют больше Thy-1, чем медуллярные тимоциты, которые, в свою очередь, экспрессируют больше Thy-1, чем более зрелые клетки лимфатический узлов (около 200 тыс. копий на клетку). Похожая тенденция наблюдается и у крысы, хотя у крысы уровень Thy-1 снижается на более ранних этапах созревания T-клеток, чем у мыши[10] и представлен только на тимоцитах.

### Индукция экспрессии
Экспресиию Thy-1 индуцируют следующие агенты: тимопоэтин, тимозины, простагландины, фактор роста нервов, интерлейкин 1, факторы некроза опухоли, форболовый эфир ТФА, кальциевые ионофоры и диацилглицерины (DAG).

## Клеточная локализация
Как ГФИ-заякоренный белок Thy-1 локализован на внешнем слое липидных рафтов клеточной мембраны. На нейронах Thy-1 локализуется на зрелых аксонах. Аксонный холмик служит барьером, предотвращающим латеральное перемещение белка несмотря на то, что у Thy-1 отсутствует трансмембранный участок. У крыс и мышей Thy-1 представлен на теле нейрона и дендритах, но отсутствует на аксонах до тех пор, пока не завершится рост последнего и экспрессия временно блокируется в случае повреждения аксона.

## Функции
Функции Thy-1 ещё не полностью изучены. Считается, что этот белок участвует во взаимодействиях между клетками и между клетками и внеклеточным матриксом, что играет роль в росте отростков (дендритов и аксонов), регнерации нервов, апоптозе, метастазировании, воспалении и фиброзе.

### Роль в познании
Исследование мышей с выключенным Thy-1 показали, что такие мыши выживают и, в целом, выглядят нормальными. У них есть нормальное социальное взаимодействие и обучение в лабиринте, но, в отличие от нормальных мышей, они оказываются не способны к социальному познанию, такому как обучению от других мышей какую пищу можно безопасно употреблять. Это нарушение проходило при трансгенной экспрессии Thy-1 у нокаутных мышей или при фармакологическом лечении антагонистами к ГАМКА-рецептору. Предполагается, что у нокаутных мышей развивается повышенное ГАМКергическое ингибирование в зубчатой извилине и локальное ингибирование долговременной потенциации.

### Регуляция роста аксонов
Перешивка анти-Thy-1 антителами усиливает рост нейритов, который зависит от акивации Gαi-, L- и N-кальциевых каналов. Хотя лиганд, который отвечает за промотирование роста нейритов на астроцитах ещё не идентифицирован, ингибирующими лигандами являются интегрины. Известно, что Thy1 — один из лигандов для интегрина бета-3. Взаимодействие Thy1 на зрелых аксонах с интегрином бета-3 на астроцитах может быть причиной остановки роста аксона.

### Активация T-лимфоцитов
Перешивка молекул Thy-1 на мембранном липидном рафте в контексте костимулирующего сигнала, опосредованного CD28, в T-клетках мыши может в определённой степени заменять активирующий сигнал от Т-клеточного рецептора. Также и наоборот, Thy-1 может играть роль костимулирующего сигнала для Т-клеточный рецептор, заменяя, таким образом CD28.

### Апоптоз и некроз
Перешивка анти-Thy-1 антителами, индуцирующая аггрегацию Thy-1, приводит к, по-видимому, апоптозной гибели тимоцитов и мезангиальных клеток несмотря на повышенную регуляцию Bcl-2, хотя некоторые данные указывают на некроз этих клеток.
Единственное введение моноклональных мышиных антител OX7 против Thy1.1 вызывает у крысы экспериментальный мезангиопролиферативый гломерулонефрит, что стало стандартной экспериментальной моделью в нефрологии (antiThy1 GN).

### Подавление опухоли
Показано, что экспрессия Thy-1 может служить опухолевым супрессором для некоторых опухолей. Возможно, такая супрессия объясняется тем, что Thy-1 повышает уровень тромбоспондина, остеонектина и фибронектина. Однако, с другой стороны известно, что Thy-1 может стимулировать метастатирование клеток меланомы.

### Клеточная адгезия, сосудистая проницаемость, миграция
Будучи лигандом для нескольких интегринов и, возможно, других ещё неизвестных рецепторов, Thy-1 опосредует адгезию лейкоцитов и моноцитов к эндотелиальным клеткам и фибробластам, адгезию клеток меланомы к эндотелиальным клеткам и, наконец, адгезию тимоцитов к эпителию тимуса. Экспрессия Thy-1 повышается при активации эндотелиальных клеток. Thy-1 взаимодействует с интегрином Mac-1 (AM+B2) и играет роль в хоминге лейкоцитов и их рекрутировании.

### Фиброз
Роль Thy-1 на фиброз и фибробласты в определённой степени тканеспецифична. При лёгочном фиброзе уровень Thy-1 в стимулированных фибробластах понижен. Нокаутные мыши по Thy-1 обнаруживают повышенный фиброз лёгких, а также повышенный фиброз, вызванный химиотерапевтическим препаратом блеомицином.

### Прочие функции
У нокаутных по Thy-1 мышей нарушен кожный иммунный ответ и обнаруживаются аномалии в развитии сетчатки: утоньшение внутреннего ядерного слоя, внутреннего сплетениевидного слоя, ганглионарного слоя и внешних слоёв сетчатки.

## В клеточной биологии стволовых клеток
Thy-1 считается маркёром различных видов стволовых клеток (таких как гемопоэтические стволовые клетки, или ГСК). Белок является одним из распространённых поверхностных маркёров, использующихся в проточной цитометрии для детекции стволовых клеток в комбинации с некоторыми другими, например CD34. У человека Thy-1 экспрессирован на нейронах и гемопоэтических стволовых клетках и вместе с CD34 считается основным маркёром плюрипотентности ГСК. У человека все Thy-1-позитивные клетки являются CD34-позитивными. Кроме этого, Thy-1 — также маркёр некоторых других типов стволовых клеток, включая мезенхимальные стволовые клетки, печёночные стволовые клетки, кератиноцитарные стволовые клетки и, предположительно, эндометриальные.